# Chhatrapur
Chhatrapur est une ville indienne située dans le district de Ganjam dans l'État de l'Odisha. En 2011, sa population était de 138 288 habitants.

## Source de la traduction
- (en) Cet article est partiellement ou en totalité issu de l’article de Wikipédia en anglais intitulé « Chhatrapur » (voir la liste des auteurs).